# Plesioteuthis
Genre
Plesioteuthis est un genre fossile de céphalopodes de l'ordre des calmars et de la famille également fossile des Plesioteuthidae à laquelle il a donné son nom.

## Découverte et datation
Ses fossiles ne sont connus que sur le célèbre site paléontologique du calcaire de Solnhofen dans le sud de l'Allemagne. Il est daté du Tithonien inférieur (Jurassique supérieur), plus précisément de la partie inférieure de la biozone à ammonites à Hybonotum (Hybonoticeras aff. hybonotum), soit il y a environ 151 Ma (millions d'années).

## Liste des espèces
Deux espèces sont connues :
- † Plesioteuthis prisca (Rueppel, 1829), l'espèce type ;
- † Plesioteuthis subovata (G.G. Münster, 1846)[2]

L'espèce Plesioteuthis arcuata n'est plus considérée comme appartenant à ce genre.

## Description

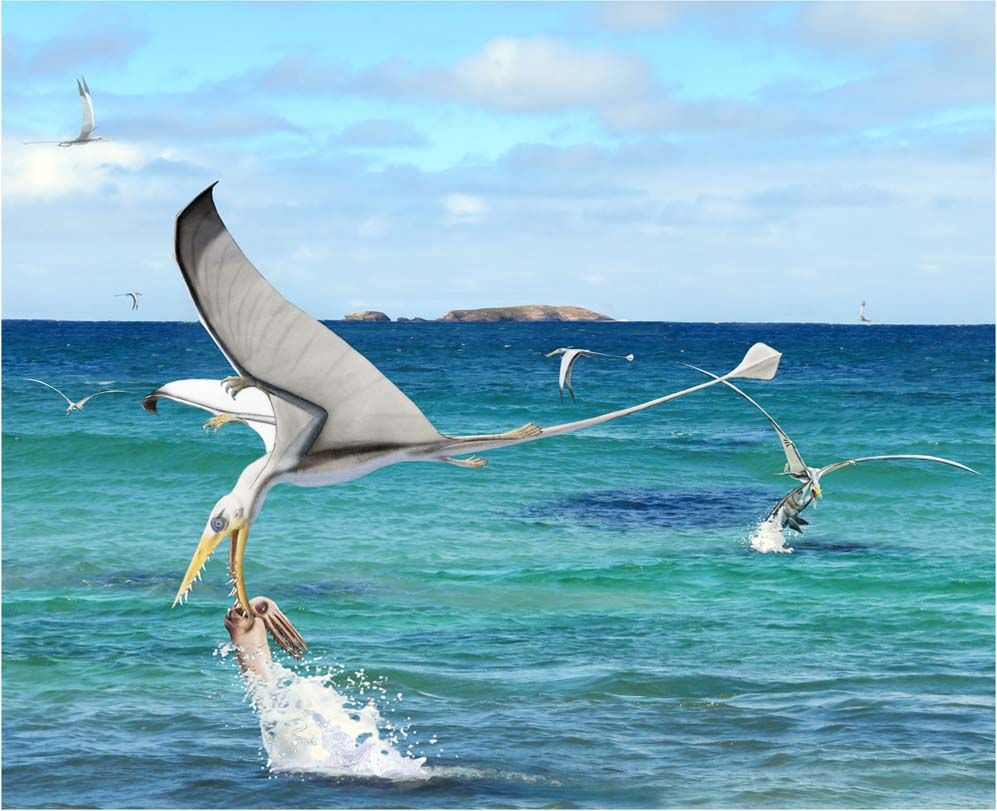
Rhamphorhynchus muensteri capturant un calmar de l'espèce Plesioteuthis subovata.

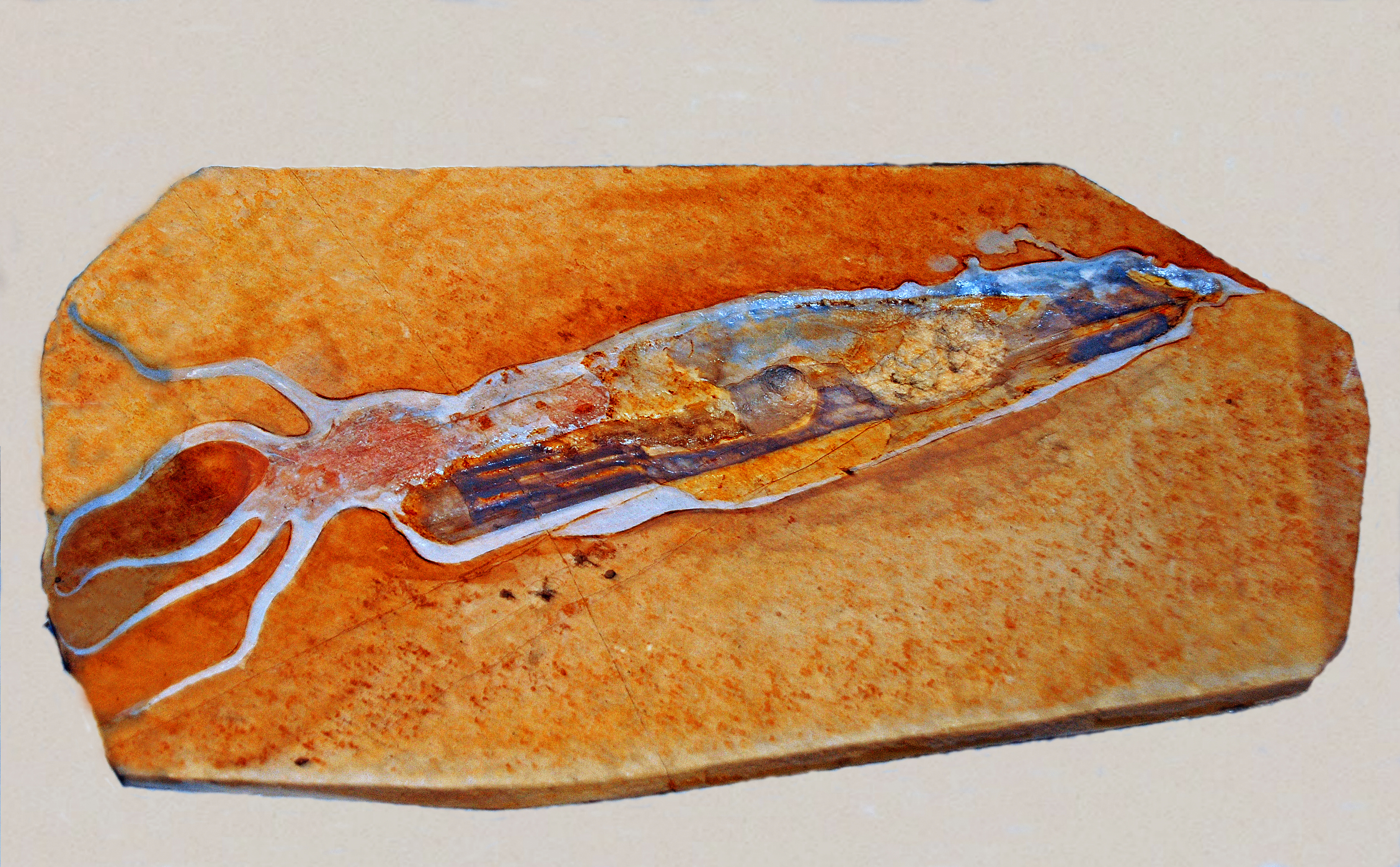
Fossile de Plesioteuthis prisca du calcaire de Solnhofen.

Ces animaux ressemblent aux calmars actuels avec un corps allongé et mince. Le corps referme une « plume » osseuse ou gladius qui pouvait atteindre 30 cm de longueur. Au milieu du corps de l'animal se trouve un organe semblable à un bouton, souvent conservé avec une couleur plus foncée que le reste du fossile. Cette structure était le sac d'encre.
Le gladius fossilisé est généralement écrasé ou aplati, masquant ainsi les petits stabilisateurs présents vers l'arrière. Les traces des tentacules sont souvent conservées grâce à l'excellente préservation des tissus mous caractéristique du calcaire lithographique de Solnhofen.

## Paléobiologie
C'étaient des carnivores nectoniques nageant rapidement dans les lagons, les eaux peu profondes et les environnements coralliens.
Il était l'une des proies des ptérosaures de l'espèce Rhamphorhynchus muensteri. En effet en 2020, un fossile de Plesioteuthis subovataa a été découvert dans le calcaire de Solnhofen avec une dent de Rh. muensteri plantée dans le corps, prouvant ainsi directement que ces ptérosaures se nourrissaient, entre autres, de ces mollusques,.

## Classification
Comme Rhomboteuthis, Dorateuthis et Boreopeltis, Plesioteuthis a souvent été considéré comme un parent archaïque des pieuvres (genre Octopus - Octopodidae -), car aucun fossile n'a jamais montré plus de huit tentacules. Cependant la forme du bec de Plesioteuthis rappelle celui des Decapodiformes.